# 藤原良平
藤原 良平（ふじわら りょうへい、1986年2月15日 - ）は、兵庫県朝来市出身の元プロ野球選手（投手）。右投右打。

## 経歴

### プロ入り前
鳥取城北高等学校時代は甲子園経験はなく、3年夏の全国高等学校野球選手権鳥取大会ではエースとしてベスト4進出。
家業の大工を継ぐため「建築の勉強と野球ができる大学に」と第一工業大学に進学。3年秋からエースとして活躍し、公式戦15試合で10勝2敗、防御率0.99の成績を記録。4年春の2007年には鹿児島大学連盟春季リーグで最優秀投手賞を獲得した。
2007年11月19日に行われた大学・社会人ドラフトで埼玉西武ライオンズから3巡目で指名を受けた。第一工業大および朝来市出身者では初のプロ野球選手となった。

### 西武時代
2011年、5月4日の対千葉ロッテマリーンズ戦（西武ドーム）で一軍初登板を果たしたが、4死球を与えるなど制球面に課題を残した。
2012年は7月7日に敗戦処理として登板するも打ち込まれ、すぐに一軍登録を抹消された。これ以降一軍登板は無く、シーズン途中からサイドスローへ転向した。
2013年は、イースタン・リーグで最多勝と最多奪三振を獲得したが、一軍では2試合の登板にとどまり結果も残せなかった。
2014年は6月13日に対広島東洋カープ戦（西武ドーム）で先発。5回1/3を無失点に抑え、チームが7-0で勝利したことによりプロ入り7年目で初勝利･初先発勝利を記録するなど、8回の先発を含む自己最多の20試合に登板した。
2016年、4月30日に一軍昇格し、5月8日の北海道日本ハムファイターズ戦で2年ぶりの勝利を挙げた。同年は10試合に登板し2勝1ホールド、防御率2.06を記録した。
2017年は8試合と少ない登板数ながら防御率1.54を記録した。
2018年は一軍登板が無く10月4日に戦力外通告を受け、同日に現役引退を表明した。

### 現役引退後
引退後はスポーツ用品卸売業のゼット株式会社に就職した。

## 選手としての特徴・人物
元々はスリークォーターだったが、2012年度シーズン途中からサイドスローに転向し、2013年度シーズン終了後の秋季キャンプではシンカーの習得に挑んだ。
速球の投げ方が独特であり、他の投手とは対照的にボールの縫い目の弧が大きい方を外側にして投げている。
鳥取城北高等学校出身のプロ野球選手は川口和久、能見篤史に続いて3人目である。

## 詳細情報

### 年度別投手成績
| 年 度    | 球 団    | 登 板 | 先 発 | 完 投 | 完 封 | 無 四 球 | 勝 利 | 敗 戦 | セ 丨 ブ | ホ 丨 ル ド | 勝 率 | 打 者 | 投 球 回 | 被 安 打 | 被 本 塁 打 | 与 四 球 | 敬 遠 | 与 死 球 | 奪 三 振 | 暴 投 | ボ 丨 ク | 失 点 | 自 責 点 | 防 御 率 | W H I P |
| -------- | -------- | ----- | ----- | ----- | ----- | -------- | ----- | ----- | -------- | ----------- | ----- | ----- | -------- | -------- | ----------- | -------- | ----- | -------- | -------- | ----- | -------- | ----- | -------- | -------- | ------- |
| 2011     | 西武     | 5     | 0     | 0     | 0     | 0        | 0     | 0     | 0        | 0           | ----  | 35    | 7.2      | 8        | 0           | 2        | 0     | 4        | 5        | 1     | 0        | 3     | 3        | 3.52     | 1.32    |
| 2012     | 西武     | 1     | 0     | 0     | 0     | 0        | 0     | 0     | 0        | 0           | ----  | 18    | 2.1      | 8        | 1           | 3        | 0     | 0        | 0        | 1     | 0        | 5     | 5        | 19.29    | 4.71    |
| 2013     | 西武     | 2     | 0     | 0     | 0     | 0        | 0     | 0     | 0        | 0           | ----  | 10    | 2.0      | 3        | 1           | 1        | 0     | 1        | 2        | 0     | 0        | 4     | 4        | 18.00    | 2.00    |
| 2014     | 西武     | 20    | 8     | 0     | 0     | 0        | 2     | 6     | 0        | 3           | .250  | 229   | 50.1     | 56       | 2           | 25       | 0     | 6        | 30       | 3     | 0        | 30    | 27       | 4.83     | 1.61    |
| 2015     | 西武     | 7     | 0     | 0     | 0     | 0        | 0     | 1     | 0        | 1           | .000  | 52    | 11.1     | 10       | 1           | 8        | 0     | 1        | 7        | 0     | 0        | 9     | 9        | 7.15     | 1.59    |
| 2016     | 西武     | 10    | 0     | 0     | 0     | 0        | 2     | 0     | 0        | 1           | 1.000 | 52    | 13.0     | 11       | 0           | 3        | 0     | 1        | 9        | 0     | 0        | 3     | 3        | 2.06     | 1.08    |
| 2017     | 西武     | 8     | 0     | 0     | 0     | 0        | 0     | 0     | 0        | 0           | .000  | 53    | 11.2     | 10       | 1           | 7        | 0     | 2        | 5        | 0     | 0        | 3     | 2        | 1.54     | 1.46    |
| NPB：7年 | NPB：7年 | 53    | 8     | 0     | 0     | 0        | 4     | 7     | 0        | 5           | .364  | 449   | 98.1     | 106      | 6           | 49       | 0     | 15       | 58       | 5     | 0        | 57    | 53       | 4.85     | 1.58    |

### 年度別守備成績
| 年 度 | 球 団 | 投手  | 投手  | 投手  | 投手  | 投手  | 投手     |
| 年 度 | 球 団 | 試 合 | 刺 殺 | 補 殺 | 失 策 | 併 殺 | 守 備 率 |
| ----- | ----- | ----- | ----- | ----- | ----- | ----- | -------- |
| 2011  | 西武  | 5     | 0     | 2     | 0     | 0     | 1.000    |
| 2012  | 西武  | 1     | 0     | 1     | 0     | 0     | 1.000    |
| 2013  | 西武  | 2     | 0     | 0     | 0     | 0     | .---     |
| 2014  | 西武  | 20    | 2     | 13    | 0     | 4     | 1.000    |
| 2015  | 西武  | 7     | 0     | 1     | 0     | 0     | 1.000    |
| 2016  | 西武  | 10    | 0     | 0     | 0     | 0     | .---     |
| 2017  | 西武  | 8     | 1     | 1     | 0     | 0     | 1.000    |
| 通算  | 通算  | 53    | 3     | 18    | 0     | 4     | 1.000    |

### 記録
- 初登板：2011年5月4日、対千葉ロッテマリーンズ5回戦（西武ドーム）、3回表1死に2番手で救援登板、2回2/3を1失点
- 初奪三振：同上、4回表にサブローから空振り三振
- 初先発登板：2014年5月26日、対広島東洋カープ2回戦（三次きんさいスタジアム）、5回2/3を4失点で敗戦投手
- 初ホールド：2014年5月4日、対千葉ロッテマリーンズ8回戦（QVCマリンフィールド）、5回裏に4番手で救援登板、1回無失点
- 初勝利・初先発勝利：2014年6月13日、対広島東洋カープ4回戦（西武ドーム）、5回1/3を無失点

### 背番号
- 28 （2008年 - 2018年）

### 登場曲
- 「Lovumba」ダディー・ヤンキー